# Cèl·lula Gilbert

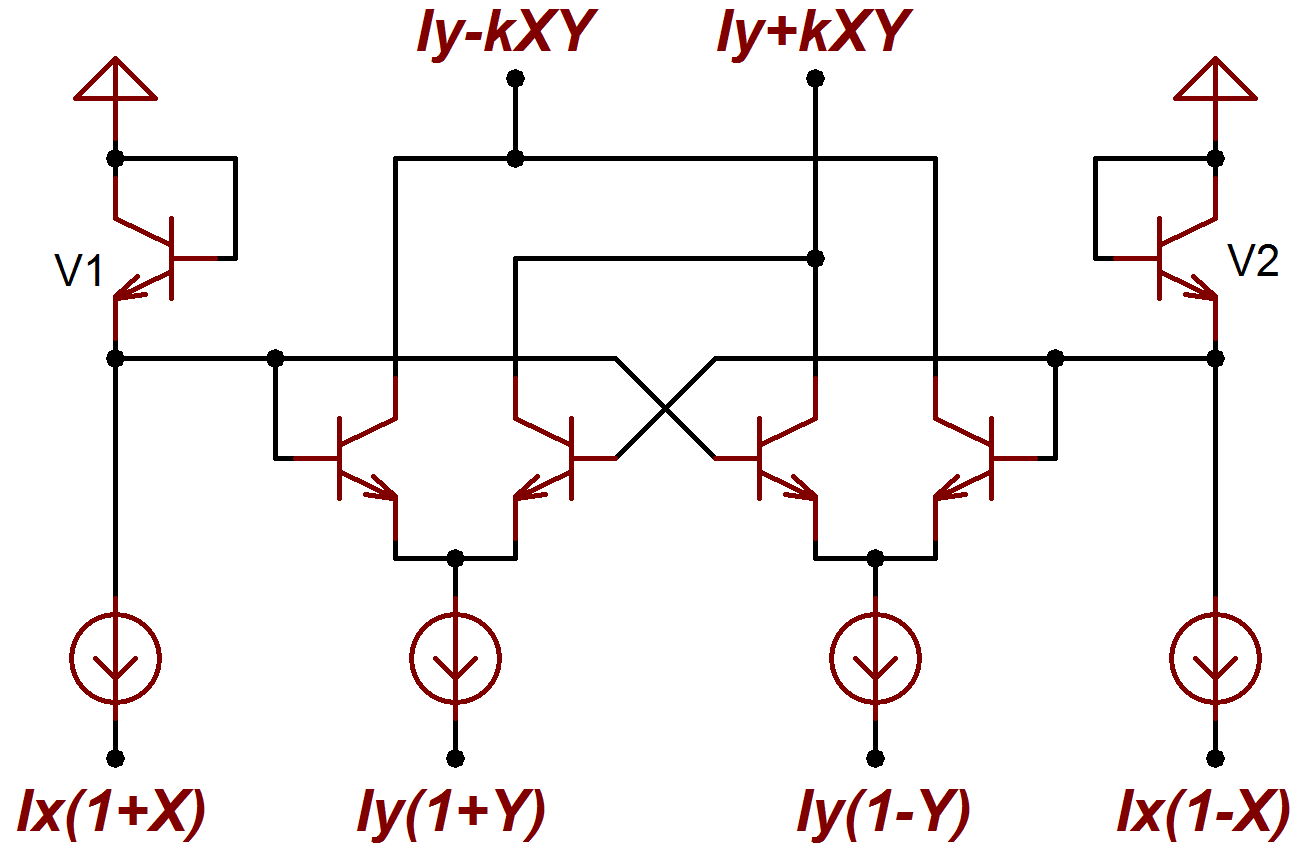
Circuit Cèl·lula de Gilbert

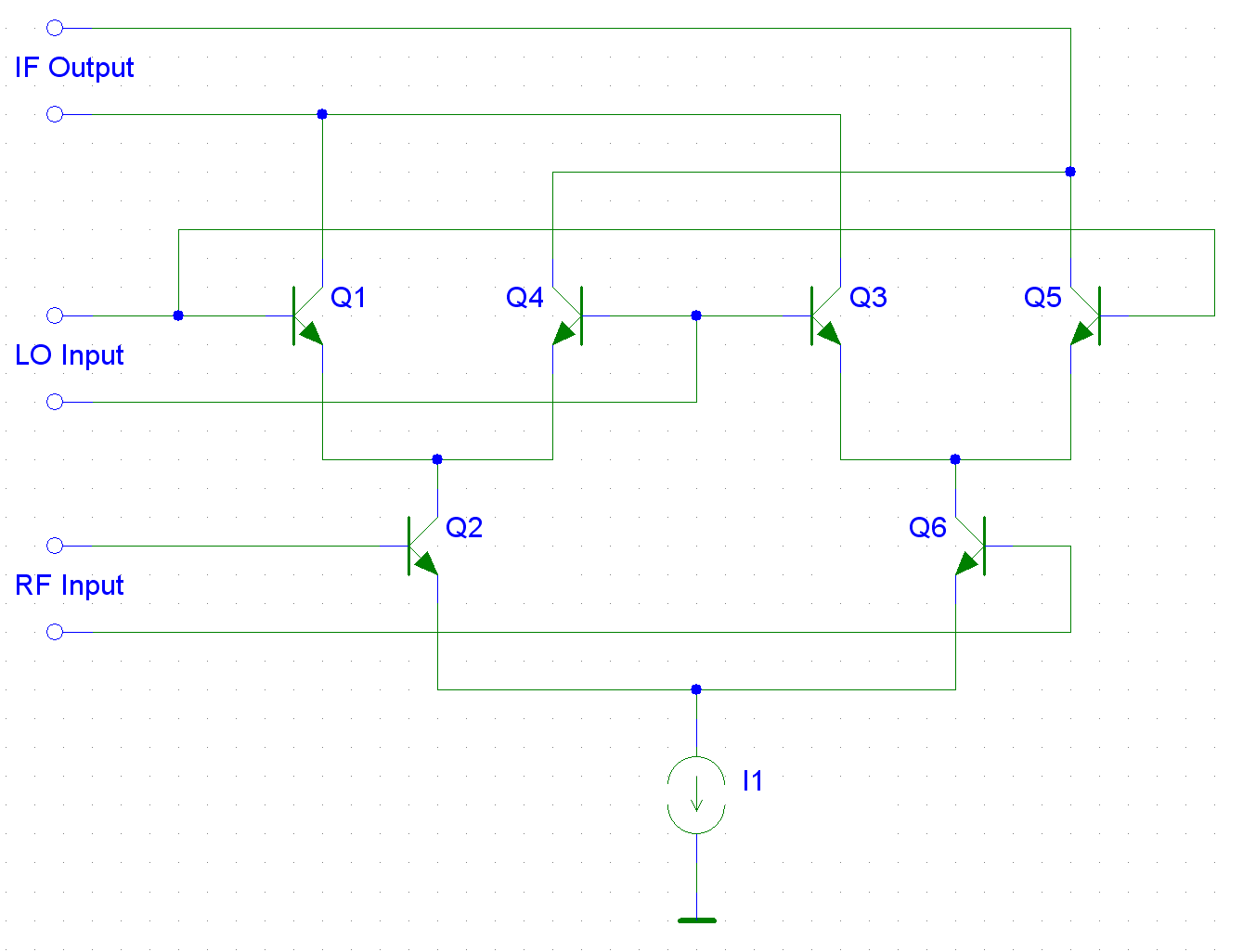
Esquema Cèl·lula de Gilbert

En electrònica, la cèl·lula Gilbert és un tipus de mesclador de freqüències. Produeix senyals de sortida que són proporcionals al producte de dos senyals d'entrada. Aquests circuits s'utilitzen àmpliament per a la conversió de freqüència en sistemes de ràdio. L'avantatge d'aquest circuit és que el corrent de sortida és una multiplicació precisa dels corrents de base (diferencials) d'ambdues entrades. Com a mesclador, el seu funcionament equilibrat anul·la molts productes de mescla no desitjats, donant lloc a una sortida "més neta".
Es tracta d'un cas generalitzat d'un circuit primerenc utilitzat per primera vegada per Howard Jones el 1963, inventat de manera independent i molt augmentat per Barrie Gilbert el 1967. En realitat, és un exemple específic de disseny "translineal", un enfocament en mode actual del disseny de circuits analògics. La propietat específica d'aquesta cel·la és que el corrent de sortida diferencial és un producte algebraic precís de les seves dues entrades de corrent analògic diferencial.
En aquesta topologia, hi ha poca diferència entre la cel·la de Jones i el multiplicador translineal. En ambdues formes, dues etapes amplificadores diferencials estan formades per parells de transistors acoblats a emissor (Q1/Q4, Q3/Q5) les sortides dels quals estan connectades (corrents sumats) amb fases oposades. Les unions emissores d'aquestes etapes amplificadores són alimentades pels col·lectors d'un tercer parell diferencial (Q2/Q6). Els corrents de sortida de Q2/Q6 es converteixen en corrents emissors per als amplificadors diferencials. Simplificat, el corrent de sortida d'un transistor individual ve donat per ic = gm vbe. La seva transconductància gm és (a T = 300 K) aproximadament gm = 40 IC. La combinació d'aquestes equacions dona ic = 40 IC vbe,lo. Tanmateix, I C aquí ve donada per v be,rf g m,rf. Per tant, ic = 40 vbe,lo vbe,rf gm,rf, que és una multiplicació de v be,lo ivbe,rf. La combinació dels corrents de sortida de les dues etapes diferencials produeix un funcionament de quatre quadrants.
Tanmateix, a les cèl·lules inventades per Gilbert, que es mostren en aquestes figures, hi ha dos díodes addicionals. Aquesta és una diferència crucial, perquè generen el logaritme del corrent d'entrada diferencial (X) associat de tal manera que les característiques exponencials dels transistors següents donen lloc a una multiplicació idealment perfecta d'aquests corrents d'entrada amb el parell restant de (Y) corrents. Aquesta topologia de cel·la de díode addicional s'utilitza normalment quan cal un amplificador controlat per tensió (VCA) de baixa distorsió. Aquesta topologia rarament s'utilitza en aplicacions de mescladors/moduladors de RF per diverses raons, una de les quals és que l'avantatge de linealitat del cascode linealitzat superior és mínim a causa dels senyals d'impuls d'ona gairebé quadrada a aquestes bases. A freqüències molt altes, és menys probable que la unitat sigui una ona quadrada de vora ràpida, quan hi pot haver algun avantatge en la linealització.
Actualment, es poden construir circuits similars funcionalment utilitzant cèl·lules CMOS o BiCMOS.